# شهرستان جکسون (اکلاهما)
شهرستان جکسون، اکلاهما (به انگلیسی: Jackson County, Oklahoma) شهرستانی در ایالات متحده آمریکا است که در اکلاهما واقع شده‌است.

## خصوصیات
شهرستان جکسون ۲٬۰۸۳ کیلومترمربع مساحت دارد.